# Sphaeromias litoraureus
Sphaeromias litoraureus är en tvåvingeart som beskrevs av Ingram och John William Scott Macfie 1921. Sphaeromias litoraureus ingår i släktet Sphaeromias och familjen svidknott.
Artens utbredningsområde är Ghana. Inga underarter finns listade i Catalogue of Life.